# سقز (گیاه‌شناسی)

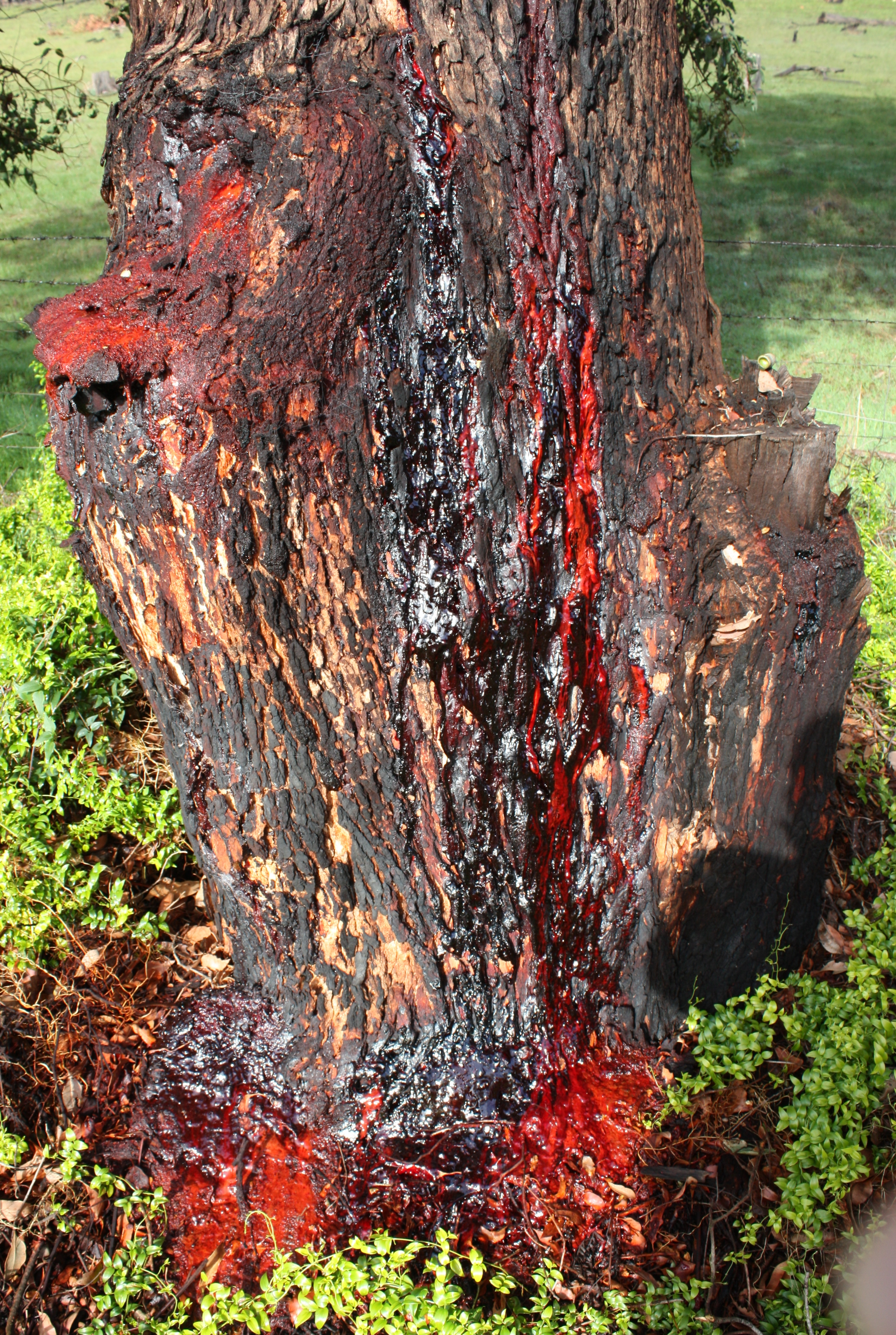
سقز کینو (Kino) از یک زخم در تنه درخت سرخ‌انگم جاری می‌شود.

سَقِز (به انگلیسی: Gum)، یک شیره گیاهی یا سایر مواد اَنگُم است که با گونه‌های خاصی از پادشاهی گیاهان مرتبط است.
این ماده غالباً مبتنی بر پلی‌ساکارید است و بیشتر اوقات با گیاهان چوبی، به‌ویژه زیر پوست درخت یا به عنوان پوسته بذر در ارتباط است. مواد پلی‌ساکارید معمولاً دارای وزن مولکولی بالا و اغلب بسیار آب‌دوست یا چسب‌سان است.

## به‌عنوان پوسته بذر
بسیاری از سقزها به‌عنوان پوسته بذر گونه‌های گیاهی ایجاد می‌شوند.
هدف از سازگاری با این پوسته‌های سقزی، به‌تأخیر انداختن جوانه‌زدن بذرهای خاص گیاهی است. نمونه‌ای از چنین پوسته سقزی در مورد بلوط سمی غربی، درختچه‌ای گسترده در غرب آمریکای شمالی رخ می‌دهد.